# Mannenmarathon van Tokio 2005
De Mannenmarathon van Tokio 2005 werd gelopen op zondag 13 februari 2005. Het was de 26e editie van de Tokyo International Marathon. Aan deze wedstrijd mochten alleen mannelijke elitelopers deelnemen. De Japanner Toshinari Takaoka kwam als eerste over de streep in 2:07.41. Aangezien het evenement dit jaar tevens dienstdeed als Japans kampioenschap op de marathon won zij eveneens de nationale titel op deze afstand.
Er werd gelopen met bij een temperatuur van 5 graden Celsius, luchtvochtigheid van 40% en een windsnelheid van 0,9 m/s.

## Uitslagen
| rang   | naam               | land | tijd    |
| ------ | ------------------ | ---- | ------- |
| Goud   | Toshinari Takaoka  | JPN  | 2:07.41 |
| Zilver | Zebedayo Bayo      | TAN  | 2:10.51 |
| Brons  | Vladimir Tsiamchyk | BLR  | 2:14.24 |
| 4      | Tadayuki Tsutsumi  | JPN  | 2:14.37 |
| 5      | Andre-Luis Ramos   | BRA  | 2:15.37 |
| 6      | Sergey Lukin       | RUS  | 2:15.53 |
| 7      | Takashi Horiguchi  | JPN  | 2:16.06 |
| 8      | Nobuyuki Sato      | JPN  | 2:16.18 |
| 9      | Seiji Kushibe      | JPN  | 2:16.52 |
| 10     | Erick Wainaina     | KEN  | 2:17.59 |
| 11     | Henry Tarus        | KEN  | 2:20.11 |
| 12     | Akinori Shibutani  | JPN  | 2:20.26 |
| 15     | Katsumi Asada      | JPN  | 2:21.56 |
| 20     | Kenji Sato         | JPN  | 2:24.13 |
| 25     | Yoshinori Fukudome | JPN  | 2:25.35 |

Tokyo International Marathon (alleen mannen)

1981 · 1982 · 1983 · 1984 · 1985 · 1986 · 1987 · 1988 · 1989 · 1990 · 1991 · 1992 · 1993 · 1994 · 1995 · 1996 · 1997 · 1998 · 1999 · 2000 · 2001 · 2002 · 2003 · 2004 · 2005 · 2006

Tokyo International Women's Marathon (alleen vrouwen)

1979 · 1980 · 1981 · 1982 · 1983 · 1984 · 1985 · 1986 · 1987 · 1988 · 1989 · 1990 · 1991 · 1992 · 1993 · 1994 · 1995 · 1996 · 1997 · 1998 · 1999 · 2000 · 2001 · 2002 · 2003 · 2004 · 2005 · 2006 · 2007 · 2008

Tokyo Marathon (beide)

2007 · 2008 · 2009 · 2010 · 2011 · 2012 · 2013 · 2014 · 2015 · 2016 · 2017 · 2018 · 2019 · 2020 · 2021 · 2022 · 2023 · 2024